# Etcher
balenaEtcher (comúnmente conocido como Etcher) es un utilitario libre y de código abierto que se utiliza para escribir archivos de imagen, como archivos .iso y .img, así como carpetas comprimidas en medios de almacenamiento para crear tarjetas de memoria SD Live y unidades flash USB. Está desarrollado por balena y con licencia Apache License 2.0. Etcher fue desarrollado usando el framework Electron y es compatible con Windows, macOS y Linux. balenaEtcher originalmente se llamaba Etcher, pero su nombre fue cambiado el 29 de octubre de 2018 cuando Resin.io cambió su nombre a balena.

## Características
Etcher permite crear una unidad flash USB o un disco duro externo USB como arranque Live USB. La interfaz de usuario permite elegir la imagen de disco para grabar, conectar el dispositivo USB y comenzar a grabar.
- Detección automática de medios de almacenamiento USB, tarjeta de memoria SD.
- Protección contra la selección de disco duro. Por lo tanto, no se podrá destruir accidentalmente los datos de un disco duro.
- Permite preparar una unidad USB de arranque con una imagen de Windows 10 mayor que la capacidad de un DVD.
- Permite instalar Raspbian para Raspberry Pi en una tarjeta de memoria microSD.
- Cuando la grabación finaliza, Etcher ofrece grabar un nuevo medio con la misma imagen o uno nuevo. Esto es conveniente para los profesores que quieran grabar la misma imagen en las tarjetas de memoria SD de todos las Raspberry Pi en su escuela.

Las características planificadas para el futuro incluyen compatibilidad con el almacenamiento persistente que permite el uso de tarjetas de memoria SD Live o unidades flash USB como disco duro, así como compatibilidad con el flasheo de varias particiones de arranque a una sola tarjeta de memoria SD o unidad flash USB.